# 西藏革命党
西藏革命党（藏語：ནུབ་བོད་ལེགས་བཅོས་སྐྱིད་སྡུག，威利转写：Nub-bod-legs-bcos-skyid-sdug）是20世纪30年代末至40年代由部分旅印藏人建立的一个政党，也被看做是中国国民党的一个支部，1939年成立，1946年遭英属印度当局和西藏噶厦政府镇压而瓦解。

## 名称
该党的藏文名称为，直译为“西藏西部改革会”；官方汉译为“西藏革命黨”；英文翻译为“Tibet Improvement Party”（西藏改良党）或“Tibetan Progressive Party”（西藏进步党）。

## 历史

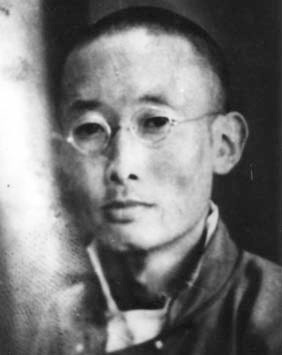
曾参与西藏革命党活动的更敦群培。

1939年，因在西藏上层内斗中失势而流亡印度的邦達饒幹、坚塞·土登贡培和江乐金·索朗杰布在噶伦堡组建了“西藏革命党”，后来著名学者更敦群培也参与了该党的活动。该党主要活动于印度噶伦堡、大吉岭一带，以《噶伦堡西藏革命党简要协定》为党章。根据这一协定，该党奉行三民主义、拥护中国国民政府及其领导人蒋介石，目标是将西藏从专制政府中解救出来，对西藏政治体制及社会进行革命性改造。该党办有藏文报纸《民新周报》，专门“向西藏境内僧俗人民宣传本党主义及中央政纲政策”。西藏革命党在西藏境内影响力具体多大，至今仍不得而知，但据藏学家梅尔文·戈尔斯坦《喇嘛王国的覆灭》（A History of Modern Tibet, Volume 1: 1913-1951: The Demise of the Lamaist State）一书记载，当时不少西藏官员都相信，该党在康巴商人中有至多100名同情者。
邦達饒幹于1943年9月赴中国内地，并致信国民政府蒙藏委员会委员长吴忠信，请求国民政府支持西藏革命党，在该党入党申请书表格中更是出现了“承　　　先生等负责介绍加入中国国民党，誓愿奉行三民主义……”之类的字句。有学者认为西藏革命党事实上已经是国民党的旅印藏人支部。西藏革命党也为国民政府提供了大量关于西藏的情报，涉及到西藏内部政治斗争、宗教、军事、地理、交通、经济、对外关系等方面的内容。
尽管党章中规定西藏革命党以三民主义为指导思想，但该党也曾受马克思主义的影响。西藏革命党党徽中的砍刀与镰刀的图案与共产主义的象征——镰刀铁锤极其相似；邦達饒幹之后接受采访时表示，他拥有一本《共产党宣言》，只是未来得及翻译成藏文，而且他自己也认为进行共产主义革命的时机尚未成熟；参与西藏革命党活动的更敦群培更是深受马列主义影响。
1946年，顺利完成了地图绘制工作的更敦群培将地图通过英国人在江孜开办的邮局邮寄到饒幹在印度的住址“热里乌”（Reli View），引起了英印当局的怀疑，再加上西藏革命党在印度订制的党员登记卡、入党申请书表格及党徽等物品被英印警方察觉，尤其是其党徽含有类似苏共党徽的图案，使得英印当局开始注意饒幹的活动，并将情报通报给西藏噶厦政府。1946年6月19日，英印警方搜查了饒幹等人的住处，但由于中国驻加尔各答总领事馆及时通风报信，饒幹提前销毁了大部分有关西藏革命党的资料，但当局仍然搜出了《噶伦堡西藏革命党简要协定》和几封信函。饒幹被英印当局驱逐，只得与亲人分别，流亡上海；土登贡培在国民政府的协助下也流亡至上海；江乐金因是不丹王族的经师，经不丹王室交涉，仍留在印度。在西藏境内的更敦群培，被噶厦政府以“伪造货币”的罪名关押，直至1951年出狱。

## 部分参与者的结局
西藏革命党失败后，饒幹于1950年回到昌都，仍坚持其亲国民党立场，反对西藏独立，拒绝与十四世达赖喇嘛的二哥嘉乐顿珠的合作。他曾在噶厦政府与解放军之间居中调停。1959年西藏骚乱时，饒幹曾组织武装反对中华人民共和国，失败后流亡台湾，1974年逝世。
土登贡培和江乐金二人后来都回到拉萨，在中華人民共和國政府接管西藏后都选择留在西藏，并在中华人民共和国政府任职。其中土登贡培曾参与中共西藏工委和噶厦组织的扶贫粮食机构的工作，历任西藏自治区筹备委员会地质局副局长、西藏自治区筹备委员会办公厅行政处任副处长等职，1963年病逝；江乐金历任拉萨市爱国青年联谊会副主任、西藏自治区筹委会文教处处长、自治区政协副主席、全国政协委员等职，1973年逝世。
更敦群培被捕后遭受多次审讯和鞭笞刑罚，之后被噶厦政府关押了三年，最终在他所在的哲蚌寺“康村”全体僧侣担保下于1951年获释，出狱不久后病逝。